# 高田いちえ
高田 いちえ（たかだ いちえ）は、日本のピアニスト。富山県富山市生まれ。

## 経歴
富山県立呉羽高等学校普通科音楽コース、武蔵野音楽大学ピアノ専攻卒業、東京コンセルヴァトアール尚美ディプロマコースピアノ専攻終了。
1994年に国際ロータリー財団奨学生として、ドイツのフランツ・リスト・ヴァイマル音楽大学大学院課程ピアノ専攻に留学。
1992年にIMASフランス・パリ公演参加。第40回全日本演奏家協会によるオーディション合格。第11回ソリストコンテスト・ピアノデュオ部門にて奨励賞受賞。
2001年と2006年にピアノ・デュオリサイタルを開催する。「邦人作品演奏研究会」「洋楽寄席」他、アンサンブルやリサイタル伴奏者として多くの演奏会に出演。2004年と2006年に「日本の音楽展」に出演する。
ピアノを山崎道子、丸山徹薫、新井和子、児嶋一江に師事。ピアノデュオをコンスタンチン・ガネフ、ジュリア・ガネヴァに師事。
「音楽教室ミュージックベア」でピアノ講師として働いているほか、「高田いちえピアノ教室」を主宰する。